# Ugod
Ugod è un comune dell'Ungheria di 1.528 abitanti (dati 2001). È situato nella contea di Veszprém.